# 全清行動
全清行動又稱清除行動、肅清行動，是2003年12月15日－2004年1月3日不丹政府清剿南部邊境之阿薩姆分離主義叛軍的行動，為不丹王軍成立以來發動的首次軍事行動，對印度東北部的數個武裝團體造成重大打擊。

## 背景
1990年代印度政府曾發動犀牛行動（Operations Rhino）與巴杰朗行動（Operation Bajrang）等軍事行動對抗阿薩姆獨立運動的武裝組織，許多武裝分子在面臨清剿的壓力之下轉移至不丹境內，阿萨姆联合解放阵线（ULFA）與波多兰民族民主阵线（NDFB）據稱曾協助不丹政府驅逐洛昌人並佔據其土地，為王國與洛昌人武裝之間的緩衝，他們在此落腳後成為當地農畜產品的重要客源，也對地方經濟有所助益。
1996年起不丹政府注意到其南部邊界有阿萨姆联合解放阵线、波多兰民族民主阵线、與坎塔普解放組織（KLO）等武裝團體設立的營地，ULFA設有13座、NDFB設有12座、KLO則設有5座，估計共有1500－3500名武裝份子，且其中還有那加兰民族社会主义委员会（NSCN）與全特里普拉虎力（ATTF）的成員出沒，利用當地的叢林環境對印度發動攻擊。印度向不丹施加外交壓力，允諾將出兵協助不丹清除其境內的武裝團體，不丹政府明確拒絕印度軍隊直接介入，希望能以和平手段解決，1998年起與武裝團體談判，共計與ULFA談判5次，與NDFB談判3次，KLO則拒絕了所有談判邀請，2001年6月ULFA承諾年底前將關閉其4座營地，但不丹政府隨後發現營地並未關閉，只是搬遷到了其他地方，加之KLO還替尼泊爾毛主義共產黨與不丹的反政府武裝不丹猛虎力量牽線，使不丹政府失去耐心，決定以武力解決武裝團體的問題。

## 經過
2003年7月不丹已在南部邊界地帶部署約5000名正規軍，並重建其民兵，至9月已有634名成員，經兩個月訓練後部署於南部邊界地帶，在之後的軍事行動中擔綱輔助角色。7月14日不丹國民議會通過武力解決邊界武裝團體的議案，12月13日不丹政府發出為期2天的最後通牒，12月15日正式發動名為「全清行動」（Operation All Clear）的軍事行動清剿南部邊界的武裝團體，為不丹王軍成立以來發動的首次軍事行動。
據2名ULFA成員多年後的證詞，12月14日不丹王軍的一位少校來到其營中，詐稱隔日不丹國王將前來訪問，因ULFA過去曾接待過國王，他們對此訊息不疑有他。15日全清行動發動首日即對武裝團體造成重大打擊，90名ULFA成員投降，不丹軍隊佔領ULFA位於萨姆德鲁琼卡尔布卡通（Phukatong）的總部；16日印度在與不丹邊界部署了12個營的軍隊以阻止武裝分子越界，並出動直升機協助不丹軍隊運送傷者，截至當日結束已有10個武裝團體的基地被摧毀；18日一小隊的ULFA成員躲藏在叢林中三天後向不丹軍隊投降；20日各武裝團體的30個基地都被清除焚毀，雙方在叢林中繼續交火；截至25日已有120名武裝份子被不丹軍隊擊斃，許多武裝份子逃至印度、孟加拉、尼泊爾與緬甸等鄰國，數名ULFA指揮官被俘，印度軍隊以直升機將部分被俘指揮官送至印度；27日不丹軍隊已繳獲約500支AK-47/56步槍以及大量火箭彈發射器、迫擊砲、火藥、通訊設備與一發高射砲，並將這些武器與被俘人員一起移交給印度；截至2004年1月3日除30個基地外，另有35個武裝團體的觀察哨被不丹軍隊清除。

## 後續
全清行動後，截至2004年7月共有22名不丹公民因向武裝團體提供支援而被定罪，另有123人面臨檢控。
2008年至2011年不丹王軍與不丹皇家警察又向數個武裝團體發起數次軍事行動。2010年8月不丹發現五座新的波多兰民族民主阵线（NDFB）基地，雙方又發生數起衝突。